# نانو تودی
نانو تودی (انگلیسی: Nano Today) نشریه ای علمی و بین‌المللی پیرامون علوم و فناوری نانو است که از سال ۲۰۰۶ تاکنون به صورت دوماهنامه توسط انتشارات الزویر منتشر می شود.